# Kartoffelsalat
Kartoffelsalat er en ret lavet af kogte kartofler og en række andre ingredienser. Det betragtes generelt som tilbehør, da det normalt ledsager hovedretten. Kartoffelsalat menes almindeligvis at have sin oprindelse i Tyskland, hvorfra den spredte sig bredt over hele Europa og senere til europæiske kolonier.